# 삼보마스터
삼보마스터(サンボマスター, Sambomaster)는 일본의 3인조 록 밴드이다. 2000년에 결성되었으며, 〈세상은 그것을 사랑이라 부르지〉 등으로 알려져 있다.